# Lago Cree
El lago Cree (del inglés: Cree Lake)  es un importante lago de Canadá que se encuentra en la parte central de la provincia de Saskatchewan, el cuarto más grande de la provincia y está situado al oeste del lago Reindeer y al sur del lago Athabasca. El lago tiene una superficie de agua de 1.228 km² y una superficie total de 1.434 km², incluyendo las islas. El lago tiene como emisario al homónimo río Cree, de unos 150 km, que drena hacia el norte hasta el lago Black (de 428 km²), que desagua vía río Fond du Lac, río de los Esclavos y Mackenzie en el mar de Beaufort.
No hay acceso por carretera, pero el lago es accesible por hidroavión. Hay un aeropuerto que sirve a Crystal Lodge, un alojamiento para la práctica de la pesca, pero no hay asentamientos, ciudades o pueblos en el lago Cree.

## Especies de peces
Las principales especies de peces que viven en el lago son Sander vitreus, lucioperca, lucio,  trucha de lago,  corégono de lago, cisco, lota, tímalo ártico, Catostomus commersonii y Catostomus catostomus

## Islas
El lago tiene varias islas con nombre y muchas sin nombre, siendo las nombradas:
- isla Auriat
- isla Cowie
- isla Dahl
- isla Davies
- isla Dixon (Saskatchewan)
- isla Fleming (Saskatchewan)
- isla Ispatinow - (en ella está el Cree Lake (Crystal Lodge) Airport y Crystal Lodge)
- isla Johns (Saskatchewan)
- isla Keeping
- isla Laurier
- isla Pelletier
- isla Prowse
- isla Ring
- isla Rogers (Saskatchewan)
- isla Turner (Saskatchewan)